# Francisco Sampaio
Francisco José Torres Sampaio (Barcelos, 7 de Junho de 1937 - 31 de dezembro de 2021), também conhecido como Senhor Turismo e Noivo do Minho,  foi um professor português. Foi fundador e antigo presidente da Região de Turismo do Alto Minho, sendo considerado uma referência do turismo da região do Alto Minho, e uma das maiores figuras do turismo de Portugal.
Nasceu em Barcelos, a 7 de Junho de 1937, residindo em Afife durante a infância e juventude. Licenciou-se em Ciências Históricas pela Faculdade de Letras da Universidade do Porto, obtendo uma pós-graduação em Programa de Direção de Empresas, pelo Instituto de Estudos Superiores da Empresa.
Exerceu funções docentes no ensino secundário, no Instituto Superior de Turismo e Empresas, tendo sido membro da Comissão Instaladora da Escola Superior de Tecnologia e Gestão do Instituto Politécnico de Viana do Castelo, onde foi professor e coordenador do curso superior de Turismo, assim como presidente do Conselho Pedagógico, entre 1993 e 2000.
Entre 1973 a 1979 presidiu à Junta de Turismo de Vila Praia de Âncora, no concelho de Caminha, onde residia. Participou no processo de constituição da Região de Turismo do Alto Minho, que presidiu desde 1980 até se reformar, em 2009, defendendo a instalação da sede no Castelo Santiago da Barra, onde continua até hoje.
Foi fundador da Confraria dos Gastrónomos do Minho, da qual foi juiz entre 1984 e 2012, tendo, neste âmbito, sido responsável pela organização de uma quinzena de Congressos de Gastronomia, assumindo a publicação de diversas obras no âmbito da Gastronomia e Vinhos, produto turístico reconhecido em 2007 em grande medida pelo trabalho que desenvolveu tanto como docente, como Presidente da Região de Turismo.
Ao longo de 40 anos foi responsável pelas Festas da Senhora da Agonia, nas quais se destacava como organizador do cortejo histórico etnográfico. Era tido como um dos maiores conhecedores das tradições da Romaria d'Agonia, tendo redigido a Declaração de Interesse para o Turismo da Romaria d'Agonia, aprovada em 2013. Desenvolveu um trabalho semelhante nas Festas da Senhora da Bonança, em Vila Praia de Âncora.
É autor de cerca de 50 livros sobre temas de caráter histórico, arqueológico, turístico, etnográfico e gastronómico, sendo também colaborador de várias publicações do Alto Minho e de centenas de pequenas publicações em jornais e revistas.
Morreu a 31 de dezembro de 2022, aos 84 anos. A Câmara Municipal de Viana do Castelo divulgou no mesmo dia um voto de pesar pela sua morte.

## Homenagens
Em 1996, foi condecorado com a Medalha de Mérito Turístico – Grau Prata, da Secretaria de Estado do Turismo.
Em 2000, recebeu a Medalha de Ouro ao Mérito Turístico, do Comércio de Pontevedra 2000.
Em 2003, foi agraciado com a Medalha de Honra – Grau Prata, da Junta da Galiza, recebendo em 2004 o título de Cidadão de Mérito de Viana do Castelo pela Câmara Municipal da mesma cidade.
Em 2005, recebeu a Medalha de Mérito Turístico – Grau Ouro, da Secretaria de Estado de Turismo, e em 2007, a Medalha da Academia Portuguesa de Gastronomia.
Em junho de 2019, o Município de Viana do Castelo atribuiu o nome de Francisco Sampaio à galeria do piso 0 do Museu do Traje.
Em outubro de 2021, foi homenageado numa cerimónia que contou com a presença dos presidentes da Entidade de Turismo do Porto e Norte (ETPN), da Comissão de Coordenação e Desenvolvimento Regional do Norte (CCDR-N) e da Câmara Municipal de Viana do Castelo. Durante a homenagem, foi atribuído o nome de Francisco Sampaio ao Centro de Congressos do Castelo Santiago da Barra, em Viana do Castelo.